# Milan Nenadić
Milan Nenadić, född 12 augusti 1943 i Drenovac Banski, Kroatien, död 16 januari 2024 i Zrenjanin, Serbien, var en serbisk brottare som tävlade för Jugoslavien. Han tog OS-brons i mellanviktsbrottning i den grekisk-romerska klassen 1972 i München.